# 愛さずにはいられない (1980年のテレビドラマ)
愛さずにはいられない（あいさずにはいられない）は、日本放送協会（NHK）が1980年10月20日から11月7日に銀河テレビ小説で放送したテレビドラマ。

## あらすじ
母・冨江と二人で暮らしている36歳独身の勝利は工務店で働く傍ら定時制高校に通っている。その高校で勝利は新任教師・麗子のことが好きになり、36歳になって初めて愛に目覚めた。

## 出演者
落合勝利
演 - 川谷拓三
小坂麗子
演 - 根岸季衣
落合冨江
演 - 賀原夏子
加賀
演 - 牟田悌三
その他
演 - 横光克彦、沢田雅美、太宰久雄、大坂志郎

## スタッフ
- 脚本 - ジェームス三木[2]
- 演出 - 竹本稔、高野喜世志
- 音楽 - 菅野光亮